# Prime Time (東京事変の映像作品)
『Prime Time』（プライムタイム）は、2021年12月22日に発売された東京事変のミュージック・ビデオ集。発売元はEMI Records。DVD盤、Blu-ray Disc盤同時発売。同日にはオールタイム・ベスト『総合』も同時発売された。

## 概要
2013年2月に発表されたミュージック・ビデオ集『Golden Time』以来約9年ぶりとなる映像作品。本作品は東京事変がデビューより発売してきた、ミュージック・ビデオ集で構成されているミュージック・ビデオ集である。特典映像には、『幕ノ内サディスティック』『閃光少女 (2013 ver.)』などを収録。初回生産分のみ、スリーブケース仕様。

## 収録曲

### Disc 1 (DVD)
1. 群青日和
2. その淑女ふしだらにつき
3. 遭難
4. ダイナマイト
5. 車屋さん
6. サービス
7. 歌舞伎
8. 秘密 FOR DJ
9. 恋は幻 FOR MUSICIAN
10. 修羅場
11. 喧嘩上等
12. 黄昏泣き FOR MOTHER
13. OSCA
14. キラーチューン
15. 閃光少女
16. put your camera down

### Disc 2 (DVD)
1. 能動的三分間
2. 勝ち戦
3. 空が鳴っている
4. 新しい文明開化
5. 女の子は誰でも
6. 天国へようこそ（CS Channel Ver.）
7. ハンサム過ぎて
8. 今夜はから騒ぎ
9. ただならぬ関係
10. 永遠の不在証明
11. 赤の同盟
12. 緑酒
13. 仏だけ徒歩

#### 特典映像
1. 幕ノ内サディスティック
2. 閃光少女 (2013 New Clip)
3. 東京事変ティザー映像
  1. BRAND NEW INCIDENTS▶︎2○2○
  2. Up, up and away! 2〇2〇
  3. MUSIC
4. 「2〇2〇．7．24閏vision特番ニュースフラッシュ」スクリーン映像
  1. 某都民
  2. 選ばれざる国民
  3. 復讐
  4. 絶体絶命
  5. 乗り気
  6. FOUL